# Миколаївська сільська рада (Семенівський район)
Микола́ївська сільська́ ра́да — адміністративно-територіальна одиниця та орган місцевого самоврядування в Семенівському районі Чернігівської області. Адміністративний центр — село Миколаївка.

## Загальні відомості
Миколаївська сільська рада утворена у 1977 році.
- Територія ради: 62,57 км²
- Населення ради: 663 особи (станом на 2001 рік)

## Населені пункти
Сільській раді підпорядковані населені пункти:
- с. Миколаївка
- с. Залізний Міст

## Склад ради
Рада складалася з 12 депутатів та голови.
- Голова ради: Балута Сергій Миколайович
- Секретар ради: Висоцька Валерія Олександрівна

### Керівний склад попередніх скликань
| Прізвище, ім'я, по батькові | Основні відомості                                                                       | Дата обрання | Дата звільнення |
| --------------------------- | --------------------------------------------------------------------------------------- | ------------ | --------------- |
| Балута Сергій Миколайович   | Сільський голова, 1963 року народження, освіта середня спеціальна, член Народної партії | 26.03.2006   | 31.10.2010      |
| Балута Сергій Миколайович   | Сільський голова, 1963 року народження, освіта середня спеціальна, член Народної партії | 31.10.2010   |                 |

Примітка: таблиця складена за даними сайту Верховної Ради України

### Депутати
За результатами місцевих виборів 2010 року депутатами ради стали:

#### За суб'єктами висування
| Суб'єкт висування                 | Кількість обраних депутатів | %    |
| --------------------------------- | --------------------------- | ---- |
| Самовисування                     | 5                           | 41,7 |
| Партія регіонів                   | 4                           | 33,3 |
| Комуністична партія України       | 1                           | 8,3  |
| Народна партія                    | 1                           | 8,3  |
| Політична партія «Сильна Україна» | 1                           | 8,3  |

#### За округами
| № округу                          | Прізвище, ім'я, по батькові     | Дата визнання обраним | Освіта  | Партійна приналежність                        | Відомості про обраного депутата                          |
| --------------------------------- | ------------------------------- | --------------------- | ------- | --------------------------------------------- | -------------------------------------------------------- |
| Комуністична партія України       |                                 |                       |         |                                               |                                                          |
| 2                                 | Сердюков Микола Павлович        | 03.11.2010            | середня | член Комуністичної партії України             | приватний підприємець                                    |
| Народна Партія                    |                                 |                       |         |                                               |                                                          |
| 5                                 | Висоцька Валерія Олександрівна  | 03.11.2010            | вища    | позапартійна                                  | Миколаївська сільська рада, секретар                     |
| Партія регіонів                   |                                 |                       |         |                                               |                                                          |
| 1                                 | Козіна Ольга Миколаївна         | 03.11.2010            | середня | член Партії регіонів                          | агрофірма «Миколаївка», головний бухгалтер               |
| 8                                 | Бойко Сергій Іванович           | 03.11.2010            | вища    | член Партії регіонів                          | загальноосвітня школа І-ІІ ст. с. Залізний Міст, вчитель |
| 9                                 | Балута Ольга Степанівна         | 03.11.2010            | середня | член Партії регіонів                          | ФП с. Залізний Міст, фельдшер                            |
| 10                                | Максіменко Микола Вікторович    | 03.11.2010            | середня | член Партії регіонів                          | приватний підприємець                                    |
| Політична партія «Сильна Україна» |                                 |                       |         |                                               |                                                          |
| 3                                 | Бойко Ольга Леонідівна          | 03.11.2010            | середня | член Політичної партії «Сильна Україна»       | соціальний працівник в селі Миколаївка                   |
| Самовисування                     |                                 |                       |         |                                               |                                                          |
| 4                                 | Ковтун Раїса Семенівна          | 03.11.2010            | середня | член Всеукраїнського об'єднання «Батьківщина» | пенсіонер                                                |
| 6                                 | Висоцька Маргарита Вікторівна   | 03.11.2010            | середня | позапартійна                                  | прикордонна служба м. Семенівки, кухонний працівник      |
| 7                                 | Сахариленко Михайло Федорович   | 03.11.2010            | середня | член Всеукраїнського об'єднання «Батьківщина» | тимчасово не працює                                      |
| 11                                | Сенько Станіслава В'ячеславівна | 03.11.2010            | середня | позапартійна                                  | приватний підприємець                                    |
| 12                                | Бондаренко Ніна Миколаївна      | 03.11.2010            | середня | позапартійна                                  | ПСП «Степанич», головний бухгалтер                       |